# 甘貝拉州
甘貝拉人民州，简称甘贝拉州，是埃塞俄比亞的一個州，位於該國西部，北、西為南蘇丹共和國包圍。面積25,802平方公里，2005年估計人口247,000人。首府甘貝拉。
當地居民多為信仰基督新教的努爾人。